# D. D. Verni
Carlo "D. D." Verni (New Jersey, 1961. április 12. –) amerikai zenész a New Jerseyből indult Overkill thrash metal együttes basszusgitáros-dalszerzőjeként vált világszerte ismertté az 1980-as években.

## Pályafutása
Az Overkill mellett 1998-ban megalapította a The Bronx Casket Co. nevű gothic/dark metal formációt Jack Frost gitárossal és az akkori Overkill-dobos Tim Mallaréval. Verni néven 2018-ban szólóalbumot adott ki, melyen a basszusgitározás mellett énekel is.

## Diszkográfia
Overkill
The Bronx Casket Co.
- The Bronx Casket Co. (1999)
- Sweet Home Transylvania (2001)
- Hellectric (2005)
- Antihero (2011)

Szólóban
- Barricade (2018)

Közreműködések
- Hades – The Downside (2000)
- Bassinvaders – Hellbassbeaters (2008)